# Xã Beaucoup, Quận Washington, Illinois
Xã Beaucoup (tiếng Anh: Beaucoup Township) là một xã thuộc quận Washington, tiểu bang Illinois, Hoa Kỳ. Năm 2010, dân số của xã này là 593 người.